# Dei Verbum
Dei Verbum (as duas palavras de abertura do documento, cuja oração de sentido completo é Dei verbum religiose audiens et fidenter proclamans, Sacrosancta Synodus; em português: "O sagrado Concílio, ouvindo religiosamente a palavra de Deus e proclamando-a com confiança…") é uma constituição dogmática em forma de bula pontifícia e é um dos principais documentos do Concílio Vaticano II. É designada "constituição dogmática" por conter e tratar "matéria de fé". De fato, o seu conteúdo aborda o delicado e complexo problema da relação entre as Sagradas Escrituras e a Tradição. 
A 18 de novembro de 1965, na 8.ª sessão pública do Concílio, o texto final da constituição foi votado, com o seguinte resultado: 2350 votantes; 2344 placet; 6 non placet. Dei Verbum foi promulgada solenemente pelo papa Paulo VI, nesse mesmo dia.

## Principais ideias e intenções
Esta constituição estabeleceu, entre outras coisas, a seguinte relação entre a Revelação divina, as Sagradas Escrituras (Bíblia) e a Tradição:
| “ | A sagrada Tradição, portanto, e a Sagrada Escritura estão intimamente unidas e compenetradas entre si. Com efeito, derivando ambas da mesma fonte divina, fazem como que uma coisa só e tendem ao mesmo fim. A Sagrada Escritura é a palavra de Deus enquanto foi escrita por inspiração do Espírito Santo; a sagrada Tradição, por sua vez, transmite integralmente aos sucessores dos Apóstolos a palavra de Deus confiada por Cristo Senhor e pelo Espírito Santo aos Apóstolos, para que eles, com a luz do Espírito de verdade, a conservem, a exponham e a difundam fielmente na sua pregação; donde resulta assim que a Igreja não tira só da Sagrada Escritura a sua certeza a respeito de todas as coisas reveladas. Por isso, ambas devem ser recebidas e veneradas com igual espírito de piedade e reverência | ” |

Os padres conciliares pretenderam também, com este documento, que:
| “ | a leitura e estudo dos livros sagrados, «a palavra de Deus» se difunda e resplandeça (2Tess 3,1), e o tesouro da revelação confiado à Igreja encha cada vez mais os corações dos homens . | ” |

Segundo Jürgen Werbick: 
| “ | A Verbum domini coloca o tema da revelação de Deus no amplo marco de uma doutrina bíblico-teológica do Logos divino criador e salvador. Ela acentua, ao mesmo tempo, que a Igreja, ao ouvir a Palavra de Deus e ocupar-se com ela, faz ressoar toda a amplitude da experiência humana de Deus, a riqueza e até a diversidade das culturas em sua busca de Deus e em suas respostas à interpelação de Deus. Fala-se de um Pentecostes que está acontecendo hoje. Portanto, fala-se justamente também da diversidade linguística que a palavra de Deus provoca, no Espírito Santo. Por isso, nessa diversidade linguística, ela também quer se expressar em linguagem humana. Diz-se que Deus trava uma conversa com os seres humanos, entabula um diálogo com eles. E, assim, os seres humanos são levados a sério e devem ser levados a sério como parceiros de diálogo de Deus. | ” |

## Conteúdo
Os números correspondem às seções indicadas no texto entre parêntesis
1. Proémio (1)
2. A revelação em si mesma (2-6)
3. A transmissão da revelação divina (7-10)
4. A inspiração divina da sagrada revelação e a sua interpretação (11-13)
5. O Antigo Testamento (14-16)
6. O Novo Testamento (17-20)
7. A Sagrada Escritura na vida da Igreja (21-26)